# Milton Cardona
Milton Cardona (Mayagüez, 21 de noviembre de 1944 – †Ciudad de Nueva York, 19 de septiembre de 2014) fue un percusionista, cantante, corista y conguero nacido en Puerto Rico. Trabajó en los mejores años del boogaloo colaborando en la orquesta de Johnny Colón y en la época dorada de la salsa junto a Willie Colón, Eddie Palmieri, Héctor Lavoe, Larry Harlow, La Orquesta Flamboyán de Frankie Dante, El Grupo Folklórico Experimental Neoyorquino, La Fort Apache Band de Jerry González y más artistas. Fue muy influenciado por la música de Tata Güines y Mongo Santamaría con quienes llegó a tocar en diversas presentaciones y álbumes. 

## Biografía

### Primeros años
Milton Cardona nació en el barrio San Sebastián de Mayagüez, Puerto Rico, el 21 de noviembre de 1944. Allí permaneció los primeros cinco años de su vida hasta que partió al Bronx (Nueva York), junto al resto de su familia. En sus primeros años no le interesaba mucho la música latina y se la pasaba estudiando violín y bajo en su escuela. En una entrevista, Cardona cuenta: "Yo quería tocar batería, pero no había espacio en la banda de la escuela".
A los diez años llegó a ser cantante en una pequeña agrupación de música doo wop y en 1956 grabaría su primer disco titulado "The Personalities", para esa época conocería a Paul Simon. Cardona cuenta que su primera conexión con la música latina fue gracias a su hermana ya que ella acostumbraba oír discos de música latina, también menciona que aprendió a tocar el timbal a oído entre los once y doce años.
En 1957, conoce a Mongo Santamaría a través de una llamada realizada a un programa de radio neoyorquino. Aquí el famoso percusionista cubano mencionó que los músicos de la época sabían poco sobre sus instrumentos a lo que Cardona le respondió que muchos de los nuevos instrumentistas tuvieron que enseñarse a ellos mismos el arte.

Se estaba enseñando la técnica, pero cuando yo me criaba, ni yo, ni Frankie Malavé, tomamos clases. Yo aprendí porque yo aprendía la timba mirándote a ti, en los conciertos y fuera donde fuera.
Milton Cardona habla de la llamada a Mongo Santamaría.

Milton aprendió el "tumbao" poco a poco, estudiando solo en su casa. El mismo fue definiendo su sonido con el instrumento que le agenció su madre, que era más difícil porque tenía un golpe de más. Ya luego, se unió a la orquesta del trompetista Julio Enrique Valenciano, quien fuera su vecino y posteriormente su amigo.
El cuenta que a los trece años empezó con un "grupito que cada semana cambiaba de director y se disolvía", aquí permaneció hasta los diecisiete años. Luego de su estadía en este grupo, trabajó como mensajero en un estudio de televisión donde hacían comerciales, durante ese tiempo conoció a Johnny Colón, con quien iniciaría su carrera musical profesionalmente. 

Me vieron tocando una "rumba". Necesitaban un conguero y me preguntaron si quería estar en la orquesta. Johnny siempre estaba en Harlem y yo nunca estaba allí. Allí empecé con él. Ya había salido de la escuela, tenía como 19 años.
Milton Cardona habla sobre su ingreso a la orquesta de Johnny Colón.

### Trayectoria musical
En 1963 y a la edad 19 años, Cardona participó en la orquesta del puertorriqueño Johnny Colón, justo cuando el boogaloo comenzaba a oírse con fuerza. En 1965, realizó su primera grabación con Johnny Colón, la segunda fue para 1967, ambas para el sello Cotique.
Sin renunciar a la orquesta de Johnny Colón, Milton se aventuró a tocar con otra banda, La Flamboyán. Posteriormente le llegó la oportunidad de tocar en la orquesta de Willie Colón (que contaba con Héctor Lavoe como vocalista), en donde tocó las congas y comenzó a hacer coros. Luego de la separación de Willie Colón & Héctor Lavoe en 1973, gran parte de la orquesta (incluyendo a Cardona) se unirían a la orquesta de Héctor Lavoe, que estaba iniciando su carrera como solista. Cabe decir que Cardona no se separó completamente de Willie Colón, pues este último continuó oficiando como productor musical de los álbumes de Lavoe. Luego del regreso de Colón a los escenarios, Cardona formó parte de su agrupación como conguero en sus álbumes con Rubén Blades, Celia Cruz, Ismael Miranda, Soledad Bravo, de nuevo Héctor Lavoe y también con el mismo Willie Colón, quien también empezó a cantar como solista. En esos álbumes y en las presentaciones en vivo, además de la percusión, Cardona se destacó como corista junto a José Mangual Jr. y el mismo Colón, logrando un sonido particular que se volvió muy identificable. Durante la década de 1970, participó en la orquesta de Pete "El Conde" Rodríguez, Héctor Casanova, Ismael Miranda, Rubén Blades y el Conjunto Clásico, entre otras. Cardona no tenía problemas en tocar en diferentes orquestas, ya que se las arreglaba para cumplir con todos, además que los directores no le causaban conflicto en este aspecto.
En 1985, lanza su primer álbum como solista llamado Bembé que contiene música de estilo latino afrocubano, aquí estuvo acompañado del grupo The Eye Arania Ensemble interpretando ritmos de la Santería en Nueva York. En 1999, se lanza otro álbum de nombre Cambucha, con un estilo musical de varios estilos pasando desde lo latino al jazz e incluso el doo wop. Al año siguiente aparece tocando el tambor batá en el álbum de Eddie Palmieri y Tito Puente llamado Masterpiece/Obra Maestra, aquí también canta en el tema «Itutu Aché».
Milton Cardona tiene más de 700 grabaciones en su carrera musical con diferentes orquestas. Fue admirador de la música de Tata Güines y Mongo Santamaría, de ellos fue adquiriendo su propio estilo.

### Últimos años y muerte
En el 2013, participa en el álbum 65 Infanteria de la Orquesta Narváez tocando las congas y haciendo coros en algunas canciones (se le puede oír con más claridad en el tema «Seguiré Cantando»), aquí se vuelve a juntar con Reynaldo Jorge y José Mangual Jr.; amigos y excompañeros en la orquesta de Willie Colón. Esta sería su última colaboración en un álbum ya que el 19 de septiembre del año siguiente (2014) fallece a causa de una insuficiencia cardíaca en la Ciudad de Nueva York.

## Discografía seleccionada
La diversa discografía de Cardona abarca varias décadas y destaca por haber colaborado en álbumes de artistas como Kip Hanrahan, Sting, Espiga Lee, Paul Simon, Willie Colón, David Byrne, Cachao, Larry Harlow, Eddie Palmieri, Don Byron, Celia Cruz, Guaco, Héctor Lavoe, Ned Rothenberg, Rabih Abou-Khalil, Jack Bruce (de la banda de rock inglesa Cream) y más artistas.

### Álbumes de estudio
- 1999: Cambucha (Como solista)
- 1985: Bembé (Como solista)

### Otras grabaciones/Colaboraciones
- 2013: 65 Infantería (Con Orquesta Narváez; Última grabación)
- 2007: Beautiful Scars (Con Kip Hanrahan)
- 2003: Lágrimas Negras (Con Bebo Valdés y Diego el Cigala)
- 2000: Masterpiece/Obra Maestra (Con Eddie Palmieri y Tito Puente)
- 2000: The Goldberg Variations (Winter & Winter) (Con Uri Caine)
- 1997: Songs from The Capeman
- 1990: Tenderness
- 1992:   Blue Camel (con Rabih Abou-Khalil
- 1990: Days and Nights of Blue Luck Inverted (Con Kip Hanrahan)
- 1989: Rei Momo (Con David Byrne)
- 1987: Strikes Back (Con Héctor Lavoe)
- 1985: Reventó (Con Héctor Lavoe)  & Jicamo (Johnny Pacheco Y Pete "El Conde" Rodriguez
- 1984: Lo Que Pide La Gente (Con Fania All Stars)
- 1983: Desire Develops An Edge (Con Kip Hanrahan)
- 1982: The Last Fight (Con Willie Colón y Rubén Blades)
- 1981: Canciones Del Solar De Los Aburridos (Con Willie Colón y Rubén Blades)
- 1980: Maestra Vida (Con Rubén Blades)
- 1978: Comedia (Con Héctor Lavoe)
- 1977: Metiendo Mano! (Con Willie Colón y Rubén Blades)
- 1975: La Voz (Con Héctor Lavoe)
- 1975: The Good, The Bad, And The Ugly (Con Willie Colón & Héctor Lavoe)
- 1973: Lo Mato "Si No Compra Este LP" (Con Willie Colón & Héctor Lavoe)
- 1970: Asalto Navideño (Con Willie Colón & Héctor Lavoe)
- 1969: Cosa Nuestra (Con Willie Colón & Héctor Lavoe)[17]
- 1956: The Personalities